# 208 Lacrimosa
208 Lacrimosa är en asteroid i huvudbältet som upptäcktes den 21 oktober 1879 av den österrikiske astronomen Johann Palisa. Den fick namn efter det latinska adjektivet som har betydelsen ”tårfylld” i femininum och som anspelar på Jungfru Marie smärtor. Det lär ha myntats på grund av Palisas svårigheter med att observera asteroiden.
Lacrimosas senaste periheliepassage skedde den 22 augusti 2018.[Uppdatering behövs] Dess rotationstid har beräknats till 14,085 timmar. Asteroiden är med drygt 41 kilometers diameter den största av Koronis-asteroiderna, som fått sitt namn av 158 Koronis, som har sin omloppsbana mellan Mars och Jupiter.